# Sara Bossio
Sara Bossio (castellà: Sara Bossio Reig)  (Montevideo, 7 d'abril de 1938) va ser una magistrada uruguaiana, ministra del Tribunal Suprem de Justícia de l'Uruguai entre 2006 i 2008.

## Biografia
Després graduar-se com a advocada, va ingressar al Poder Judicial com Jutgessa de Pau en el departament de Soriano el 1965. El 1966 va passar a ser Jutgessa de Pau a Canelones, i el 1970 a Montevideo, durant 12 anys.
El 1982 va ascendir a Jutgessa Lletrada, exercint aquest càrrec en Trenta y Tres (1982-1984) i Mercedes, capital de Soriano (1984-1985). El 1985 va ser designada com a Jutgessa Lletrada de Família a Montevideo, i a l'any següent va passar a ser Jutgessa Lletrada en el Civil de 15è Torn.
L'agost de 1991 va ascendir a ministra del Tribunal d'Apel·lacions en el Civil de 3r Torn. Un any després va passar al de 8è Torn, i el 1995, finalment, al de 6è Torn.
A l'abril de 2006, al generar-se una vacant al Tribunal Suprem de Justícia de l'Uruguai pel cessament del ministre Pablo Troise, Bossio era, junt amb el magistrat Jorge Ruibal, la ministra més antiga dels Tribunals d'Apel·lacions de país; i tenia una antiguitat major a la de Ruibal com a magistrada, criteri recollit subsidiàriament per la Constitució per resoldre la preferència per a l'ingrés automàtic al màxim òrgan jurisdiccional del Poder Judicial en cas d'igualtat d'anys en els Tribunals d'Apel·lacions.
Com ho havia fet en ocasions anteriors, i donada la inviabilitat política de designar una altra persona per al càrrec, l'Assemblea General (Poder Legislatiu) va avançar l'ingrés de Bossio al Tribunal Suprem de Justícia de l'Uruguai, fent que passés a integrar-la a partir del maig de 2006.
Durant l'any 2007 va presidir aquest Tribunal, fins al 1r de febrer de 2008 en què va assumir com a President Jorge Ruibal. A l'abril d'aquest mateix any, va deixar el seu càrrec en el màxim òrgan del Poder Judicial uruguaià, a l'arribar als 70 anys, edat límit establerta per la Constitució del país per a l'exercici de la magistratura judicial.